# Штуки (фільм)
«Штуки» (нім. Stukas) — пропагандистський фільм Третього Рейху, знятий у 1941 році режисером Карлом Ріттером. Фільм розповідає про діяльність трьох ескадрилей пікірувальників (штук) під час Французької кампанії та деякий час після неї. Завершується фільм капітуляцією Франції та початком війни з війни з Великою Британією.